# 2048 (гра)
2048 — відеогра, початково браузерна, написана 19-річним італійським розробником Габріелем Чіруллі (італ. Gabriele Cirulli) мовою програмування JavaScript. Гра є числовою головоломкою з полем у формі квадрата 4x4 клітинки. Мета гри — складаючи плитки з числами, отримати плитку номіналу «2048», звідки й назва (але можна продовжити грати). Код гри відкритий і викладений на сторінці розробника в GitHub.

## Ігровий процес

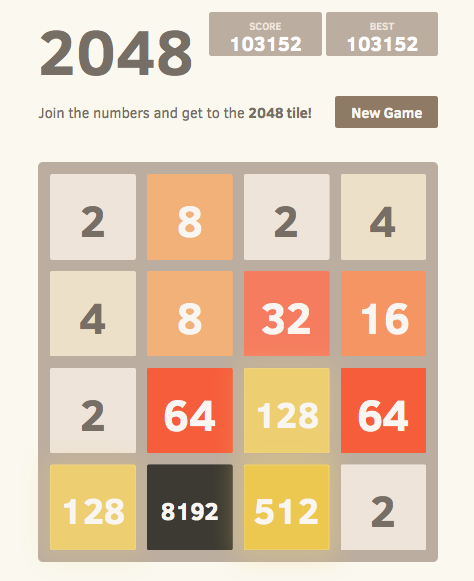
Приклад ігрового процесу

Гра починається на квадратному полі з 16-и клітинок, де дві клітинки зайняті плитками номіналом «2» і «4». Кожну плитку можна перемістити по горизонталі чи вертикалі. Щоразу як гравець переміщує плитку, на полі з'являється додаткова плитка номіналу «2» (з ймовірністю 90 %) або «4» (з ймовірністю 10 %). Дві плитки одного номіналу, будучи поміщеними на одну клітинку, зливаються в одну, номінал якої дорівнює сумі злитих. Якщо в одній з ліній після руху поряд стоять понад дві плитки одного номіналу, то вони зливаються автоматично. Кожному номіналу відповідає свій колір, що більший номінал, то «гарячіший» колір.
За кожне злиття ігрові очки збільшуються на номінал новоутвореної плитки. Метою є отримати плитку «2048», після чого дозволяється продовжити. Гра закінчується, якщо після чергового переміщення неможливо виконати жодне злиття плиток.

## Розробка
За словами автора, наведеними в газеті «Los Angeles Times», гру «2048» було написано менш ніж за два дні як вправу в програмуванні. Чіруллі вважає своє творіння «випадковим вторгненням в ігрову індустрію» та не планує надалі займатися розробкою ігор. Прообразом «2048» є комерційна гра Threes, чиї творці залишилися незадоволеними успіхом «2048» і назвали гру Чіруллі «зіпсованим плагіатом». Після виходу Threes в App Store з'явилося кілька її клонів, серед яких ігри «1024» і «2048», створені іншими розробниками. Цими іграми надихався Чіруллі під час розробки своєї версії.
Під час російсько-української війни спеціальна версія «2048» під назвою «Play for Ukraine», використовувалася для атак на російські сайти шляхом генерування постійного потоку трафіку.
У 2014 році неофіційний клон гри був опублікований в магазині додатків для iOS компанією Ketchapp, монетизований за допомогою реклами. Був також допоміжний продукт Doctor Who, а також один для Nintendo 3DS, який включав роздрібний випуск.